# دراما ألينم
دراما ألينم أولانيم هي مسرحية شعرية كتبها كارل ماركس في عام 1839 خلال سنواته كطالب، تم العمل في بلدة جبلية في إيطاليا.